# (32987) Uyuni
(32987) Uyuni est un astéroïde de la ceinture principale.

## Description
(32987) Uyuni est un astéroïde de la ceinture principale. Il fut découvert le 4 décembre 1996 à Colleverde par Vincenzo Silvano Casulli. Il présente une orbite caractérisée par un demi-grand axe de 2,61 UA, une excentricité de 0,16 et une inclinaison de 15,6° par rapport à l'écliptique.